# Survivor Series (1997)
Survivor Series (1997) — одиннадцатое в истории рестлинг-шоу Survivor Series, организованное World Wrestling Federation (WWF, ныне WWE). Оно состоялось 9 ноября 1997 года в «Молсон-центре» в Монреале, Канада.
Главным событием стал матч за звание чемпиона WWF, в котором Брет Харт защищал титул против Шона Майклза. Это был последний из трех матчей за звание чемпиона WWF между этими двумя бойцами, которые до этого вместе выступали в качестве хедлайнеров на Survivor Series 1992 года и WrestleMania XII. Майклз завоевал титул в спорной ситуации, когда Винс Макмэн приказал рефери матча Эрлу Хебнеру закончить матч, так как Майклз удерживал Харта в финишном приёме Харта «Снайпер», хотя Харт не сдавался. Этот инцидент стал известен как «Монреальская подстава» и ознаменовал последнее появление Харта в шоу WWE до 2006 года. Это был последний раз, когда Харт владел титулом в WWE до мая 2010 года, и последний раз, когда он был хедлайнером PPV WWE до SummerSlam 2010 года. Согласно WWE, «Монреальская подстава», произошедшая в конце последнего матча в шоу, считается началом эры Attitude.

## Результаты
| № | Матч | Тип матча                                                     | Время |
| - | --- | ------------------------------------------------------------- | ----- |
| 1 | «Годвинны» (Генри О. Годвинн и Финеас И. Годвинн) и «Изгои нового века» (Билли Ганн и Роуд Догг) победили «Хэдбенгеров» (Мош и Трэшер) и «Новых Блэкджеков» (Блэкджек Бредшоу и Блэкджек Уиндем) | Матч Survivor Series на выбывание                             | 15:25 |
| 2 | «Комиссия правды» (Дознаватель, Джекил, Рекон и Снайпер) победили «Учеников Апокалипсиса» (8-й шар, Чейнз, Краш и Скалл)                                                                         | Матч Survivor Series на выбывание                             | 9:59  |
| 4 | «Команда Канады» (Британский Бульдог, Даг Фернас, Джим Нейдхарт и Фил Лафон) победила «Команду США» (Голдаст, Марк Меро, Стив Блэкмен и Вейдер) (с Сейбл)                                        | Матч Survivor Series на выбывание                             | 17:05 |
| 5 | Кейн (с Полом Берером) победил Мэнкайнда | Матч один на один                                             | 9:27  |
| 6 | Кен Шемрок, Ахмед Джонсон и «Легион судьбы» (Зверь и Ястреб) победили «Нацию доминации» (Фаарук, Ди’Ло Браун, Кама Мустафа и Рокки Майвия)                                                       | Матч Survivor Series на выбывание                             | 20:28 |
| 8 | Стив Остин победил Оуэна Харта (с Британским Бульдогом, Дагом Фурнасом, Джимом Нейдхартом и Филом Лафоном)                                                                                       | Матч один на один за титул интерконтинентального чемпиона WWF | 4:03  |
| 9 | Шон Майклз победил Брета Харта | Матч один на один за титул чемпиона WWF                       | 19:58 |